# Surface 10
Surface 10 is een Amerikaanse muziekgroep gespecialiseerd in elektronische muziek. Enig lid van de groep is Dean de Benedictis. Onder de naam Surface 10 verschenen tot nu toe (maart 2011) vier albums. De albums van Surface 10 verschenen daarbij onregelmatig. Zijn eerste album werd uitgegeven door Hypnotic/Cleopatra Records, een platenlabel, dat gespecialiseerd is in allerlei dancemuziek van trance, techno tot aan de beukende space rock van bijvoorbeeld ex-Hawkwind-leden. Cleopatra wilde het contract met Surface 10 na het debuutalbum wel voortzetten, als Surface 10 met meer dansbare muziek zou komen. Het tweede album bevat echter muziek waar nauwelijks op te dansen valt, alhoewel er wel nog invloeden van techno en trance aanwezig zijn. Sinds 2006 is het stil rondom Surface 10.

## Discografie
- 1996: Surface 10
- 2000: In vitro tide
- 2000: Borrowed time 2000
- 2006: Surface tensions

Losse nummers vanuit de Cleopatra Records-tijd verschenen op allerlei verzamelalbums van dat label.